# Tail (Unix)
tail – uniksowe polecenie wypisujące podaną liczbę ostatnich linii pliku lub potoku (domyślnie 10). Może być stosowane jako narzędzie diagnostyczne do sprawdzania zmian w plikach. W systemie GNU ten program znajduje się w pakiecie GNU Coreutils.

## Składnia wywołania
```
tail
 
[
opcje
]
 
<nazwa_pliku>

```

Domyślnie polecenie tail wyświetli ostatnich 10 linii wejścia (pliku lub potoku) na standardowe wyjście. Przykład
```
$
 
tail
 
-10
 
/var/log/messages
Aug
 
16
 
07
:02:22
 
gnubox
 
gconfd
 
(
user-4521
)
:
 
Uzyskano
 
adres
 
"xml:readonly:/etc/gconf/gconf.xml.defaults"
 
do
 
źródła
 
konfiguracji
 
tylko
 
do
 
odczytu
 
na
 
pozycji
 
2

Aug
 
16
 
07
:02:22
 
gnubox
 
gconfd
 
(
user-4521
)
:
 
Uzyskano
 
adres
 
"xml:readonly:/var/lib/gconf/debian.defaults"
 
do
 
źródła
 
konfiguracji
 
tylko
 
do
 
odczytu
 
na
 
pozycji
 
3

Aug
 
16
 
07
:02:22
 
gnubox
 
gconfd
 
(
user-4521
)
:
 
Uzyskano
 
adres
 
"xml:readonly:/var/lib/gconf/defaults"
 
do
 
źródła
 
konfiguracji
 
tylko
 
do
 
odczytu
 
na
 
pozycji
 
4

Aug
 
16
 
07
:02:28
 
gnubox
 
gconfd
 
(
user-4521
)
:
 
Uzyskano
 
adres
 
"xml:readwrite:/home/user/.gconf"
 
do
 
zapisywalnego
 
źródła
 
konfiguracji
 
na
 
pozycji
 
0

Aug
 
16
 
07
:02:32
 
gnubox
 
pppd
[
4464
]
:
 
CHAP
 
authentication
 
succeeded
Aug
 
16
 
07
:02:32
 
gnubox
 
pppd
[
4464
]
:
 
CHAP
 
authentication
 
succeeded
Aug
 
16
 
07
:02:32
 
gnubox
 
pppd
[
4464
]
:
 
local
  
IP
 
address
 
83
.24.218.210
Aug
 
16
 
07
:02:32
 
gnubox
 
pppd
[
4464
]
:
 
remote
 
IP
 
address
 
213
.25.2.24
Aug
 
16
 
07
:02:32
 
gnubox
 
pppd
[
4464
]
:
 
primary
   
DNS
 
address
 
194
.204.152.34
Aug
 
16
 
07
:02:32
 
gnubox
 
pppd
[
4464
]
:
 
secondary
 
DNS
 
address
 
217
.98.63.164

```

## Monitoring pliku
Polecenie tail posiada opcję -f (ang. follow) umożliwiającą monitorowanie pliku. W odróżnieniu od podstawowego wywołania, gdzie polecenie tail wyświetla kilka ostatnich linii i kończy działanie, poniższa składnia umożliwia śledzenie zmian w pliku – kiedy nowe linie zostaną dodane do pliku przez inny proces, program zaktualizuje ekran. Ta opcja jest często używana do monitorowania plików logów. 
```
$
 
tail
 
-f
 
<nazwa_pliku>

```